# Anthion
Anthion phrear (altgriechisch Ἄνθιον φρέαρ „Blumenbrunnen“) bzw. Parthenion phrear (Παρθένιον φρέαρ „Jungfrauenbrunnen“) sind Namen einer Quelle oder eines Brunnens bei Eleusis, an dem in der griechischen Mythologie die Göttin Demeter auf der Suche nach der von Hades geraubten Tochter Persephone unter einem Olivenbaum rastete.
Dort begegneten ihr, die die Gestalt einer alten Frau angenommen hatte, Kallidike, Kleisidike, Demo und Kallithoe, die vier Töchter des Königs Keleos. Die vier Mädchen luden die Göttin ein, in das Haus ihres Vaters zu kommen, wo sie die Amme von dessen Sohn Demophon wurde.
Pamphos, von Pausanias zitiert, nennt den Quell Anthion, im Homerischen Hymnos dagegen heißt die Quelle Parthenion. Es wird angenommen, dass es verschiedene Namen derselben Quelle sind.
Zwei weitere Orte der Mysterien von Eleusis werden als Ruheorte der Demeter genannt, nämlich das Kallichoron phrear (Καλλιχορον φρέαρ „Brunnen der schönen Tänze“), vielleicht ein weiterer Name für das Anthion, und bei Apollodor der Agelastos petra, der „Stein ohne Lachen“, ein Stein bei Eleusis, auf dem die trauernde und daher kein Lachen mehr kennende Demeter ausgeruht haben soll.